# NGC 745/1
NGC 745/1 је лентикуларна галаксија у сазвежђу Еридан која се налази на NGC листи објеката дубоког неба.
Деклинација објекта је - 56° 41' 37" а ректасцензија 1h 54m 7,8s. Привидна величина (магнитуда) објекта NGC 745 износи 12,4 а фотографска магнитуда 13,3. NGC 7451 је још познат и под ознакама ESO 152-32, AM 0152-565, PGC 7054.